# Warendorfer Praxis
Die Warendorfer Praxis im Kreis Warendorf ist ein Verfahren zur Begleitung vor, während und am Ende familienrechtlicher Verfahren, die das Kindeswohl betreffen, besonders bei Trennung und Scheidung (Sorgerecht, Umgangsregelung, Kindesherausgabe, Gewaltschutzverfahren).

## Ziele
Die Ziele sind ähnlich wie beim Cochemer Modell, wobei bei der Warendorfer Praxis das Wohl des Kindes in den Mittelpunkt der Vermittlungsbemühungen gestellt wird. Wie beim Cochemer Modell sollen streitende Eltern befähigt werden, ihre alleinige und untrennbare elterliche Verantwortung weiter selbst wahrzunehmen, anstatt diese Verantwortung Fachleuten zu überlassen, die die Familien nur begleiten. Eltern sollen in die Lage versetzt werden, grundlegende Anliegen ihres Kindes miteinander zu besprechen. Das Ziel ist eine einvernehmliche außergerichtliche Einigung der Eltern.
Dies geschieht durch:
- Entwicklung eines Kooperationskonzeptes aller professionellen Akteure aus den Feldern Jugendhilfe, Familiengerichtsbarkeit, Rechtsanwältinnen und Rechtsanwälte
- Frühzeitige Intervention im Trennungs- und Scheidungskonflikt verbunden mit dem Anspruch, zusammen mit den Betroffenen Lösungen zu erarbeiten
- Vereinbarung verbindlicher Verfahrensregeln im Prozess, basierend auf den Prinzipien der Beratungsarbeit und den gerichtsprozessualen Vorgaben (FamFG)
- Schaffung von Strukturen zur dauerhaften Kooperation der oben angegebenen Akteure insbesondere auch verbunden mit dem Anspruch, das gemeinsame Konzept der Kooperation weiterzuentwickeln (vierteljährlicher Arbeitskreis)
- Berücksichtigung pathologischer und gewaltmotivierter Verhaltensweisen im Kontext Familie bei der Lösungs- und Schutzentwicklung[2]

Eine wichtige Eigenschaft der Warendorfer Praxis ist der fortwährende Entwicklungsprozess. Die Arbeitsgruppe trifft sich daher regelmäßig zur Weiterentwicklung.

## Entstehung der Warendorfer Praxis
Initiatoren der Warendorfer Praxis waren Wolfgang Rüting, Leiter des Kreisjugendamtes Warendorf, und Andreas Hornung, damals Familienrichter am Amtsgericht Warendorf, heute Richter am OLG Hamm, 3. Familiensenat. Im Jahr 2006 trafen sich zum ersten Mal die Mitarbeiter der öffentlichen und freien Jugendhilfe, der Familienrichterschaft sowie Fachanwälte für Familienrecht und Verfahrensbeistände im Kreis Warendorf zu einem gemeinsamen Treffen und setzten sich mit der Problematik des Trennungs- und Scheidungskonfliktes auseinander.
Grundsätzliche Einigkeit bestand in dem Ziel:
„Betroffene Kinder und Jugendliche gilt es zu schützen und in ihren Rechten und Interessen zu stärken sowie sie bei der Konfliktbewältigung zu begleiten.“
| Datum   | Entwicklungsschritte                                                                                             |
| ------- | --- |
| ab 2006 | Entwicklung des Konzeptes                                                                                        |
| 2009    | Präsentation des Flyers                                                                                          |
| 2010    | Entwicklung des Leitfadens zur Verfahrensweise in Fällen häuslicher Gewalt in Ergänzung zur „Warendorfer Praxis“ |
| 2011    | Entwicklung eines standardisierten Rückmeldungsformulars über die Beratung / Mediation                           |
| 2011    | Tagung „Das Kind im Mittelpunkt“                                                                                 |
| 2012    | Bildung der Arbeitsgruppe „Kind im Blick“                                                                        |
| 2012    | Bildung der Arbeitsgruppe „Begleiteter Umgang bei häuslicher Gewalt“                                             |
| 2013    | Beginn des Evaluationsprozesses                                                                                  |

## Beteiligte
- Rechtsanwälte
- Familienrichter
- Gutachter (psychologisch und forensisch)
- Sozialarbeiter, Sozialpädagogen des Jugendamts
- Psychologen, Sozialpädagogen der Lebensberatungsstelle
- Verfahrensbeistände (vgl. dazu im Gegensatz das Cochemer Modell)
- Umgangspfleger
- Vormünder
- weitere nach Bedarf im Einzelfall

Grundsätzlich werden alle Professionen je nach Art und Umgang des Verfahrens beteiligt. Hervorzuheben ist die Beteiligung des Verfahrensbeistandes bereits zu einem frühen Zeitpunkt.

## Arbeitsweise
Von Anfang an waren sich alle an der Entwicklung beteiligten Fachleute einig, dass eine unterschiedliche Bewertung der Fälle und Verfahrensweise erforderlich ist. Während das Cochemer Modell alle Fälle im Verfahrensablauf ähnlich behandelt, wird in der Warendorfer Praxis eine Differenzierung vorgenommen: Es wird klar zwischen sogenannten Regelverfahren und den eine erhebliche Kindeswohlgefährdung betreffenden sogenannten Gefährdungsverfahren unterschieden.
Bei den Regelverfahren handelt es sich in der Regel um Sorgerechts- oder Umgangsverfahren
ohne erkennbare erhebliche Gefährdung des Kindeswohls. In diesen Fällen gilt der Grundsatz „Schlichten statt Richten!“.
Hiervon abzugrenzen sind die Gefährdungsverfahren. Grundsätzlich liegen hier Anträge auf vollständigen oder teilweisen Entzug der elterlichen Sorge oder einer Anzeige des Verdachts auf Kindeswohlgefährdung vor (zum Beispiel Verfahren nach dem Gewaltschutzgesetz). Hier hat schneller und effektiver Kinderschutz Vorrang. Kernelemente der Warendorfer Praxis:
1. Versuch der Herbeiführung einer außergerichtlichen Einigung unter Beachtung des Kinderschutzes.
2. Bei Scheitern einer außergerichtlichen Lösung: Knappe, nicht Konflikt verschärfende Antragsschrift im Regelverfahren, ausführliche und detaillierte schriftliche Anzeige der „gewichtigen Anhaltspunkte für die Gefährdung des Wohls eines Kindes oder Jugendlichen“ im Sinne des § 8a SGB VIII im Gefährdungsverfahren.
3. Im Regelverfahren und im Gefährdungsverfahren früher erster Termin binnen zwei bis drei Wochen ab Antragseingang.
4. Mündlicher Bericht des Jugendamts im frühen ersten Termin.
5. Frühzeitige Anhörung und Inaugenscheinnahme des betroffenen Kindes.
6. Im Regelverfahren in der ersten mündlichen Verhandlung Hinwirken auf eine einvernehmliche Lösung. Bei Nichteinigung der Eltern, Aussetzung des Verfahrens für eine außergerichtliche Inanspruchnahme von Beratungs- oder Mediationsstellen. Entwicklung eines standardisierten Rückmeldungsformulars der freien Träger an Jugendamt und Gericht.
7. Im Gefährdungsverfahren im ersten Termin Erörterung der Kindeswohlgefährdung mit allen Beteiligten. Das Familiengericht weist die Eltern auf Jugendhilfemaßnahmen und die möglichen Folgen von deren Ablehnung hin. Wenn es in der ersten Verhandlung zu keiner Lösung kommt, bestellt das Familiengericht dem Kind regelmäßig einen Verfahrensbeistand.
8. Im Gefährdungsverfahren kein Aussetzen des Verfahrens, sondern weitere Beweiserhebung, v. a. durch ein familienpsychologisches oder bei Krankheitsverdacht auch fachpsychiatrisches Gutachten zur Erziehungsfähigkeit der Eltern. Wichtig: Sofortige Fristsetzung zur Gutachtenerstattung.
9. Verfahrensende: Im Regelverfahren Protokollierung einer Einigung der Verfahrensbeteiligten. Gelingt eine Einigung im Regelverfahren trotz Beratung nicht oder ist ein Gefährdungsverfahren gegeben, entscheidet das Familiengericht am Ende des Verfahrens nach einer zweiten Verhandlung auf Grund einer erneuten Anhörung durch streitigen Beschluss.
10. Regelmäßige Überprüfung des Ergebnisses.[6]